# برومتس
برومتس (به فرانسوی: Brumetz) یک کمون در فرانسه است که در ان (ا-دو-فرانس) واقع شده‌است.

## خصوصیات
برومِتس ۷٫۲۴ کیلومترمربع مساحت و ۲۰۹ نفر جمعیت دارد و ۷۰ متر بالاتر از سطح دریا واقع شده‌است.